# Piennes
Piennes (pjɛn) ist eine französische Gemeinde mit 2443 Einwohnern (Stand 1. Januar 2022) im Département Meurthe-et-Moselle in der Region Grand Est (bis 2015 Lothringen). Sie gehört zum Arrondissement Val-de-Briey und ist Mitglied im Gemeindeverband Communauté de communes Cœur du Pays-Haut. Die Bewohner werden Piennois und Piennoises genannt.
Die Gemeinde erhielt 2023 die Auszeichnung „Eine Blume“, die vom Conseil national des villes et villages fleuris (CNVVF) im Rahmen des jährlichen Wettbewerbs der blumengeschmückten Städte und Dörfer verliehen wird.

## Geografie
Piennes liegt etwa 15 Kilometer nordwestlich von Val de Briey an der Grenze zum Département Meuse. Im Gemeindegebiet entspringt die Pienne, ein Nebenfluss der Crusnes. 
Zu Piennes gehört das Viertel Cités de Landres, das wie einige weitere in der näheren Umgebung als Arbeitersiedlung für die Beschäftigten der ehemaligen Zeche Mourière errichtet wurde.
Umgeben wird Piennes von den fünf Nachbargemeinden:
| Domprix                      |                                             | Landres       |
| Bouligny (Département Meuse) | Kompassrose, die auf Nachbargemeinden zeigt |               |
| Affléville                   |                                             | Norroy-le-Sec |

## Bevölkerungsentwicklung

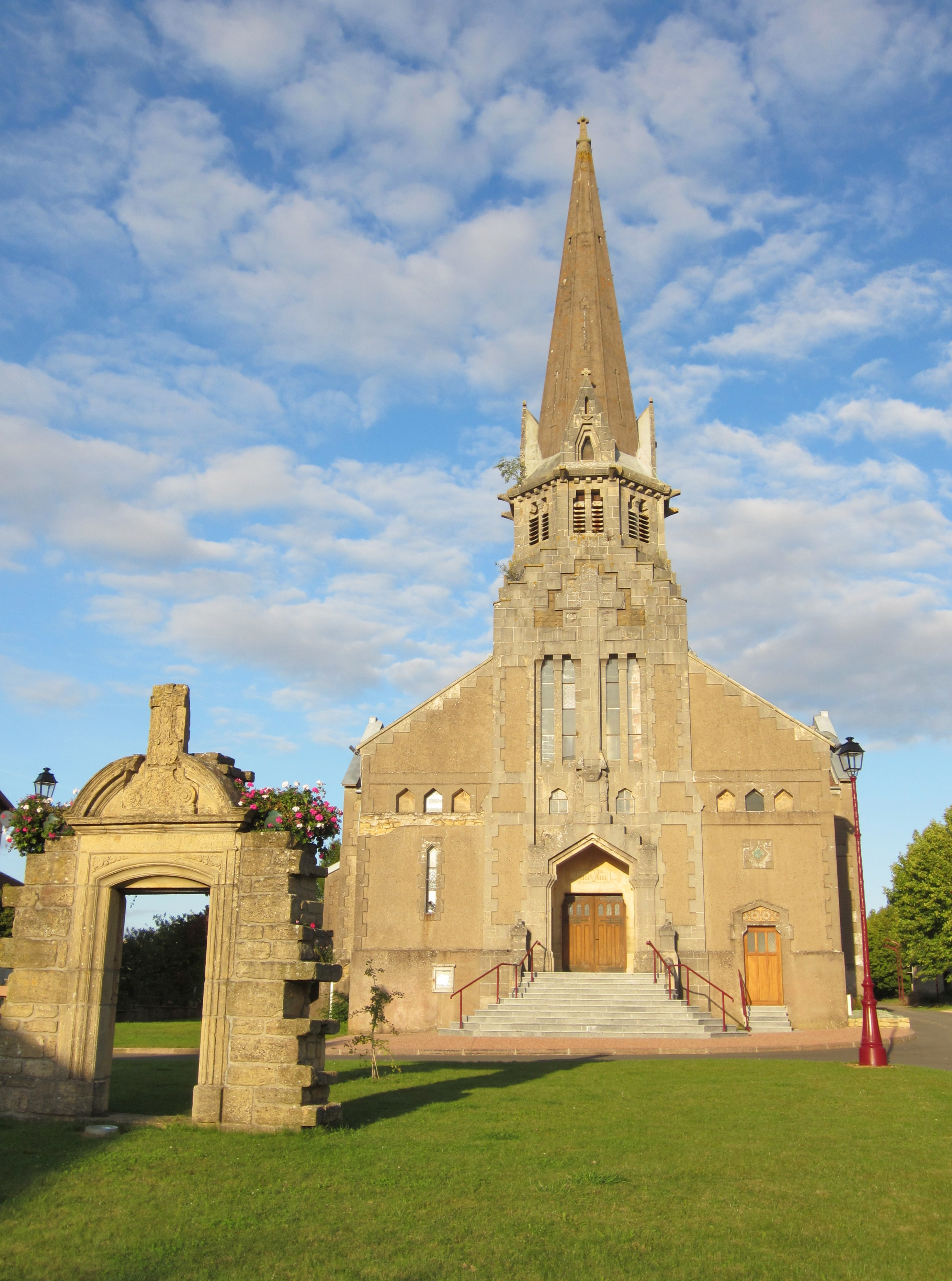
Pfarrkirche St. Crispinus

| Jahr      | 1962 | 1968 | 1975 | 1982 | 1990 | 1999 | 2007 | 2019 |
| Einwohner | 4244 | 3559 | 3032 | 2751 | 2388 | 2416 | 2442 | 2539 |

## Sehenswürdigkeiten
- Pfarrkirche Saint-Crépin, 1928 bis 1932 neu errichtet als Ersatz für einen Vorgängerbau aus dem 16. Jahrhundert

## Persönlichkeiten
- Christiane Martel (* 1932), französische Schauspielerin, geboren in Piennes

## Partnerstädte
- Boguszów-Gorce, Polen
- Smiřice, Tschechien
- Tharandt, Deutschland